# Pyramica clypeata
Pyramica clypeata är en myrart som först beskrevs av Julius Roger 1863.  Pyramica clypeata ingår i släktet Pyramica och familjen myror. Inga underarter finns listade i Catalogue of Life.

## Bildgalleri